# Florencia Romano

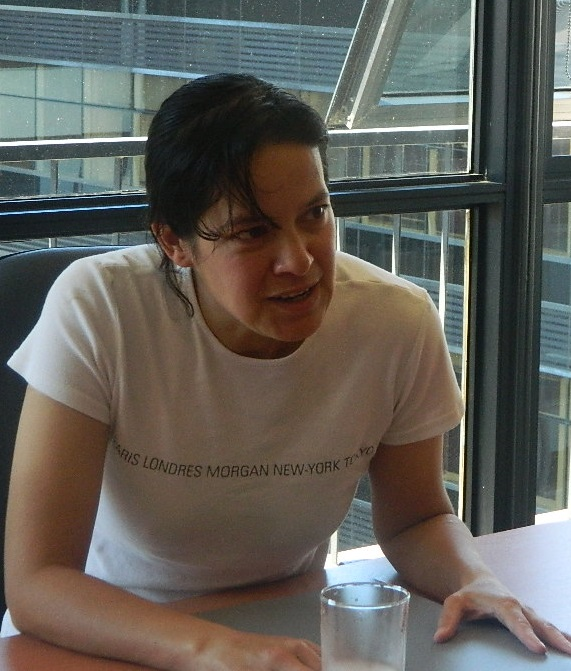
Florencia Romano (2011)

Florencia Raquel Romano (* 26. Oktober 1970 in San Miguel de Tucumán) ist eine ehemalige argentinische Fußballschiedsrichterin.
Romano stand auf der Liste der FIFA-Schiedsrichter und leitete internationale Fußballspiele.
Romano wurde für die Weltmeisterschaft 2003 in den Vereinigten Staaten nominiert und leitete hier zwei Partien in der Gruppenphase. Bei der Südamerikameisterschaft 2006 in Argentinien pfiff sie ebenfalls zwei Gruppenspiele.